# Château de Coët-Candec
Le château de Coët-Candec (ou château de Coëtcandec) est un château français en ruines situé à Locmaria-Grand-Champ, dans le Morbihan, en région Bretagne.

## Localisation
Le château est situé au hameau de Coët-Candec, au sud du bois Chohan.

## Historique
L'édifice est construit au XIIIe siècle et fortement remanié au XVe (partie centrale du château). Au XIXe siècle, des adaptations esthétiques et techniques sont apportées : élargissement de certaines ouvertures, suppression des meneaux, recouvrement des murs et plafonds par du plâtre, remplacement des dallages par des parquets au point de Hongrie. Il appartient à la famille Chohan au XIVe siècle, avant de passer aux La Bourdonnaye au XVIIe.
Le château est inscrit au titre des monuments historiques par arrêté du 8 mai 1939, 12 ans après l'inscription des seules cheminées.
L'ensemble du domaine est abandonné dans les années 1950, ne laissant progressivement plus que des ruines. L'association des Amis de Coëtcandec est créée en 2014 et a pour objet de remettre en valeur le site.
La Mission patrimoine dirigée par Stéphane Bern a octroyé en 2021 34 000 euros au château de Coëtcandec pour la restauration de la tour d'escalier et la stabilisation des maçonneries.

## Description
Le château se présente comme un bâtiment principal, entouré de deux enceintes concentriques. La première est composée de murs hauts de 4 m et fossés, dont plusieurs tours ont été conservées. L'on y entrait par une porte fortifiée située au nord. La deuxième enceinte permettait l'accès au logis principal.
Dans le logis principal, une tour d'escalier polygonale à vis, ainsi qu'un avant-corps, sont conservées dans l'aile est, tout comme une tour à l'angle sud-ouest. Deux cheminées sculptées d'armoiries ont décoré l'intérieur. Celles-ci sont classées monuments historiques au titre d'objet 19 décembre 1958,,, puis déplacées au château de Pontivy en 1961,.

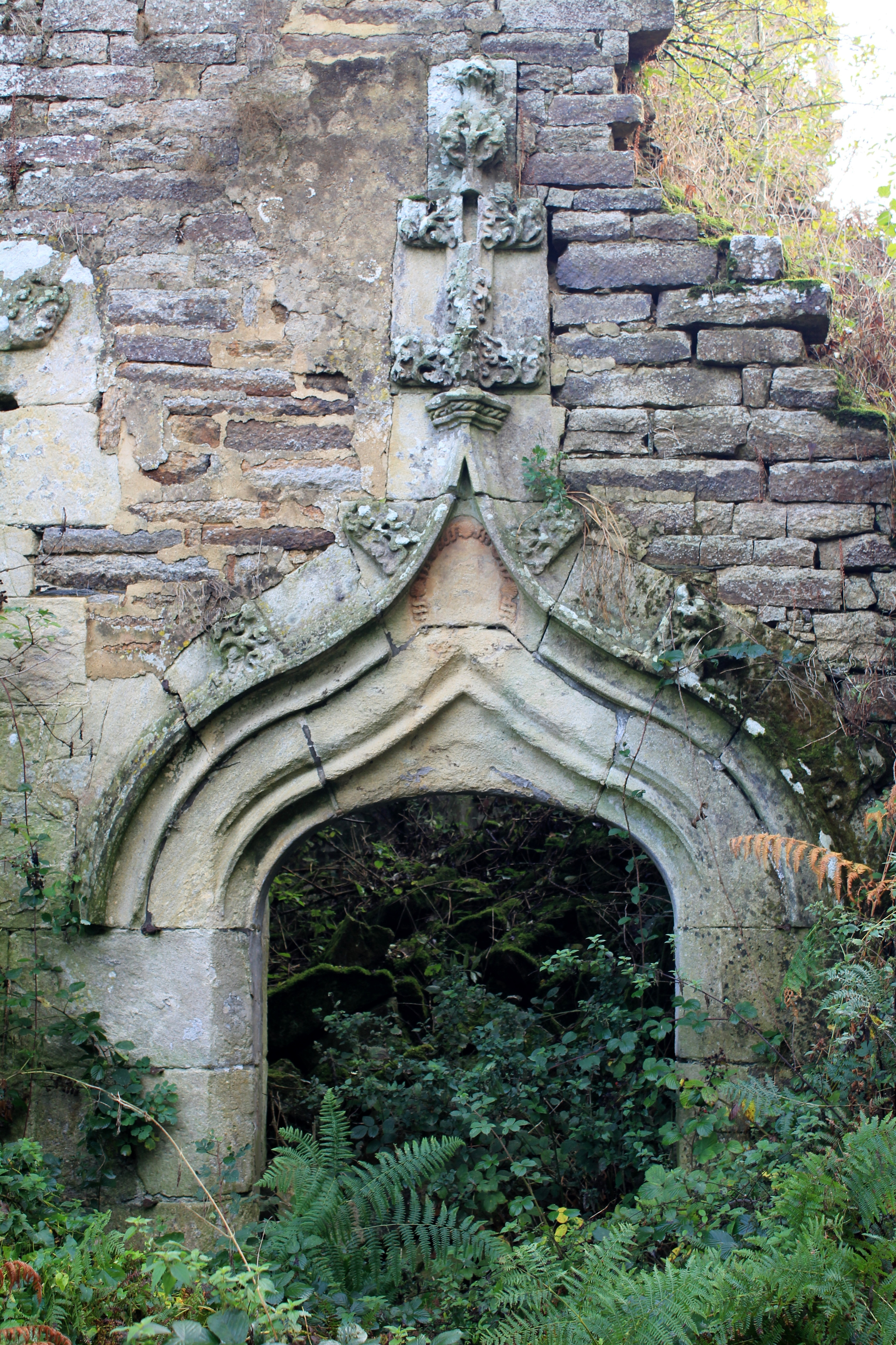
Porte.
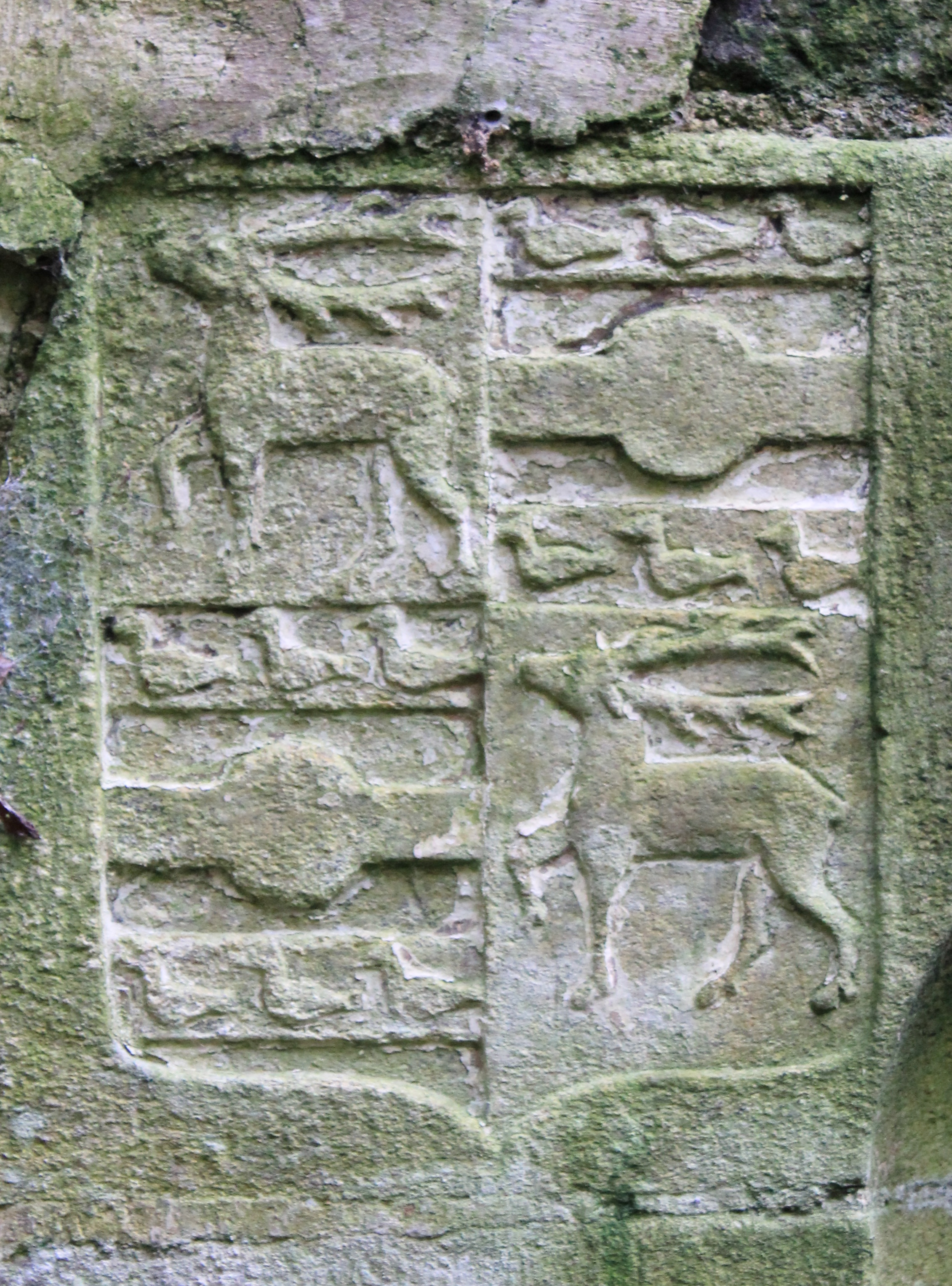
Armes des Chohan.
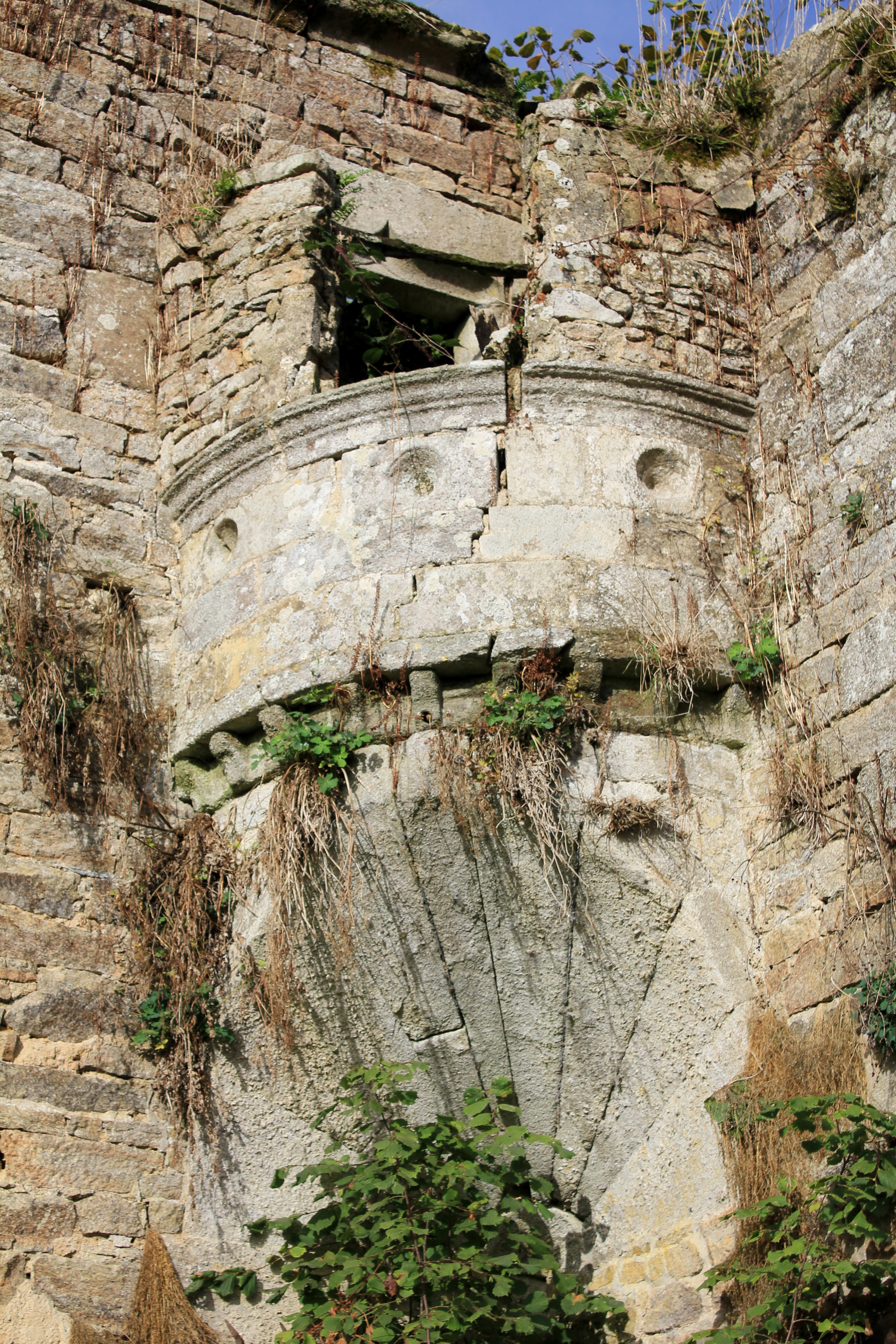
Loggia.
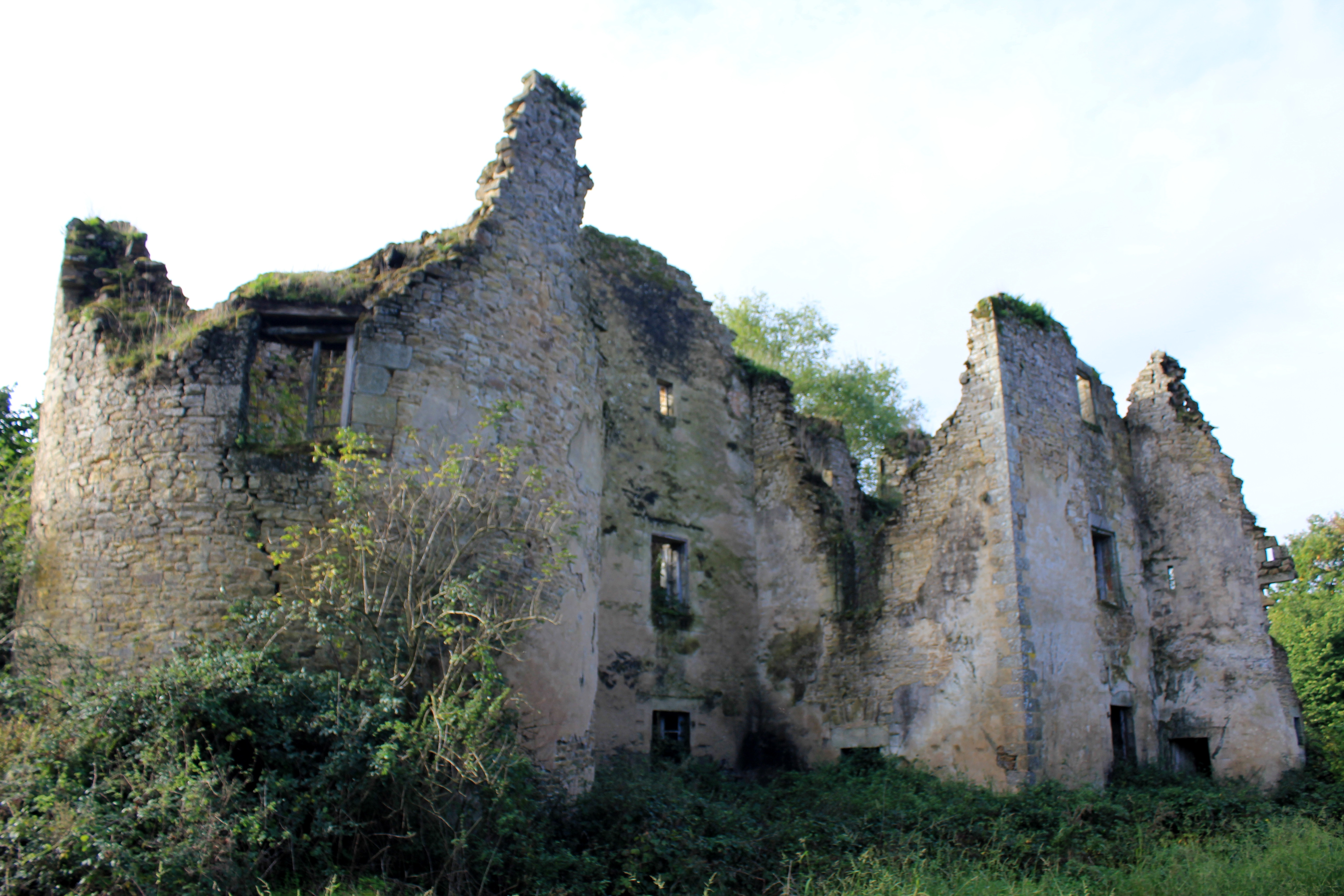
Tour nord-est.